# 別除権
別除権（べつじょけん）とは、破産手続、民事再生手続に左右されずに、実定法上の担保権の対象となる財産等（担保物権）を処分することで回収をすることができる権利のこと。別除権を有する担保権者を別除権者という。

## 概要
破産手続の別除権
破産手続での留置権の取扱い
担保物権から全額回収できない場合には、破産手続参加により破産配当を受けたいところであるが、破産債権届をしても、通常の場合は別除権があることで破産管財人が異議を申立てるので異議ある債権とされる。異議ある債権となった場合、破産配当を受けたい場合は、最後配当の公告が効力を生じる日等までに担保物件をすべて処分して破産債権を確定するか、破産債権査定申立などで破産債権を確定するか、破産債権査定異議の訴えに係る訴訟手続中であることを証明する等（破産法198条1項）しないと破産配当に与れない。
破産管財人は破産者の財産である破産財団が処分可能である時は、その破産財団に担保設定している別除権者に対し任意処分の交渉をするが、別除権者が配分が少ないなどの理由で断ると、破産管財人は、予め通知の上その財産を破産財団から放棄してしまう。こうなると別除権者は破産者が法人の場合には担保権実行しかなくなる（個人の破産の場合には、破産管財人が破産財団から放棄した財産の処分権は破産者自身に戻るので任意処分は可能。法人の場合には、破産管財人が放棄した財産についての処分権がなくなるので、清算人選任をしないと処分できないが、清算人選任にはかなりの費用がかかるため任意売却だけのために費用を掛けるには費用倒れとなり、担保権実行にせざるを得ない。）。いずれにしても、除斥期間までに破産債権が確定しないと破産配当を受けられないことになる。
民事再生手続の別除権
特別清算手続での「担保権の実行の手続等の中止命令」
会社更生法における担保権には別除権は認められず、更生担保権として認められないと、一般更生債権とされる。

## 準別除権
破産財団に属しない破産者の財産につき特別の先取特権、質権もしくは抵当権を有する者または破産者につき更に破産手続開始の決定があった場合における前の破産手続において破産債権を有する者を準別除権者（破産法108条2項、111条3項）といい、当該権利を準別除権という。